# Jablonec nad Jizerou
Jablonec nad Jizerou település Csehországban, Semilyi járásban. Jablonec nad Jizerou Rokytnice nad Jizerou, Paseky nad Jizerou, Vysoké nad Jizerou, Vítkovice, Poniklá és Jestřabí v Krkonoších településekkel határos. Lakosainak száma 1639 fő (2024. január 1.).

## Népesség
A település lakosságának változását az alábbi diagram mutatja:
| Lakosok száma | 3600 | 4272 | 3714 | 2310 | 2112 | 1976 | 1707 | 1645 | 1576 | 1639 |
|               | 1869 | 1890 | 1921 | 1950 | 1980 | 2001 | 2017 | 2019 | 2022 | 2024 |